# Régis Burnet
Pour les articles homonymes, voir Burnet.
 (juin 2017).
Si vous disposez d'ouvrages ou d'articles de référence ou si vous connaissez des sites web de qualité traitant du thème abordé ici, merci de compléter l'article en donnant les références utiles à sa vérifiabilité et en les liant à la section « Notes et références ».
Régis Burnet, né le 8 février 1973, est un historien français et professeur de Nouveau Testament à l'université catholique de Louvain. 

## Biographie
Ancien élève de l'École normale supérieure, agrégé de lettres modernes (1997), il est professeur de Nouveau Testament à l'Université catholique de Louvain. Il est également le présentateur de l'émission hebdomadaire de réflexion La foi prise au mot sur la chaîne de télévision catholique française KTO.
Historien spécialiste du christianisme, Régis Burnet a publié plusieurs livres sur les origines du christianisme, en particulier un Que sais-je ? sur le Nouveau Testament et des ouvrages sur Paul et sur Marie-Madeleine. Dans Marie-Madeleine, de la pécheresse repentie à l'épouse de Jésus, l’auteur tente de réunir les éléments dispersés et de faire l’histoire de la réception de cette figure biblique. Il repart ainsi des Évangiles et parcourt les siècles jusqu’aux tout récents sites Internet (France Inter, 2 000 ans d’Histoire). Depuis 2018, il officie aussi sur la radio RMC en présentant l'émission hebdomadaire L'Église d'aujourd'hui.

## Publications
- 24 heures de la vie de Jésus, Paris, PUF, 2021.
- Le livre de l'Apocalypse, Paris, Cerf, 2019.
- Les Apocryphes : Témoins d'une Eglise plurielle, Suisse, Cabédita, 2016.
- Celui qui ne travaille pas ne mange pas, Paris, Cerf, 2015.
- Les Douze Apôtres, Brepols, 2014.
- Paroles de la Bible, Paris, Seuil, 2011.
- Pour lire le Nouveau Testament, Paris, Cerf, 2010.
- Judas, l'Évangile de la trahison, Paris, Seuil, 2008.
- Saint Paul : Des livres qui ont fait le christianisme, Paris, Cerf, Fêtes et saisons, 2008.
- L'Evangile de saint Paul : Guide de lecture des épîtres de saint Paul, Paris, Cerf, 2008.
- Des textes qui ont fait le christianisme, Paris, Cerf, 2008.
- Pour décoder un tableau religieux, Paris, Cerf, 2006.
- Marie-Madeleine, Paris, Cerf, 2004.
- Le Nouveau Testament, Paris, PUF, Que sais-je ?, 2004.
- L’Égypte ancienne à travers les papyrus, Paris, Pygmalion, 2003.
- Épîtres et Lettres, Paris, Cerf, Lectio Divina, 2003.
- Petite initiation biblique, Paris, Desclée de Brouwer, 2001.
- Paul, bretteur de l'Évangile, Paris, Desclée de Brouwer, 2000 (version en ligne)